# يان فولكرز
يان هاندريك فولكرز (أوخستخيست، 26 أكتوبر 1925 – تيسل، 19 أكتوبر 2007) كان مؤلفاً ونحاتاً، ورسام هولندي.
يعتبر Wolkers واحدة من «أربعة العظيم» كتاب آخر - الحرب العالمية الثانية أدب اللغة الهولندية، جنبا إلى جنب مع ويليم هيرمانز فريدريك، هاري موليسش وجيرارد ريف (وتعرف أيضا الكتاب الأخير ب «الثلاثة الكبرى»). أصبح لاحظت كمؤلف في 1960s أساسا لوصف له بيانية من الأفعال الجنسية. له 1969 رواية  الأتراك الفاكهة  تم ترجمتها إلى عشر لغات مختلفة، ونشرت في اللغة الإنجليزية باسم  البهجة التركية . وجاء أيضا أن تتحول إلى فيلم ناجح للغاية، وبول فيرهويفن - توجه  الأتراك الفاكهة  (1972) الذي رشح لجائزة الأوسكار ل جائزة الأوسكار لأفضل فيلم بلغة أجنبية <المرجع name="academy">البهجة التركية في Oscars.org </المرجع> وفي عام 1999 فاز بجائزة أفضل فيلم هولندي من القرن. <اسم المرجع = «القرن»> [الفائزون http://www.filmfestival.nl/goud/goud002.html ] من مهرجان هولندا السينمائي </المرجع>
ورفض Wolkers العديد من الجوائز الأدبية. في عام 1982 رفض وقال انه في قسطنطين Huygensprijs، وفي عام 1989 أنه تجاهل P.C. Hooftprijs.
من عام 1980 حتى وفاته، أقام Wolkers في جزيرة الهولندية تيسل. توفي في 19 أكتوبر 2007، البالغ من العمر 81 عاما في منزله تيكسل وحرقها في أمستردام في دي جديد Ooster المقبرة.